# Tomoe Yukishiro
(Tomoe a Kenshin)
Tomoe Yukishiro (雪代 巴?, Yukishiro Tomoe) o Tomoe Himura (緋村 巴?, Himura Tomoe) è un personaggio fittizio del manga e anime Kenshin - Samurai vagabondo di Nobuhiro Watsuki.

## Storia
Tomoe Yukishiro era la primogenita di una famiglia di gokenin di Edo.
Sua madre morì dando alla luce il fratello Enishi, che vedeva Tomoe sia come una sorella che come una madre. Questi andò in collera quando seppe che sua sorella si sarebbe dovuta sposare con Akira Kiyosato, che però si trasferisce a Kyoto per far sì che la sua futura moglie possa vivere in modo dignitoso.
Nel suo diario Tomoe scrive però che il comportamento di Akira non gli piace e che lei preferirebbe tenerlo vicino per essere felice. Purtroppo la ragazza non è molto brava ad esternare i propri sentimenti e queste parole restano racchiuse unicamente tra le pagine.
Poco tempo dopo Tomoe viene a sapere che il suo fidanzato è stato ucciso ad opera dell'assassino Battosai e decide di raggiungere Kyoto per vendicarlo.

### L'incontro con Kenshin
Tomoe entra in contatto con delle spie dello Shogunato Tokugawa, i quali le ordinano di entrare nelle grazie di Battosai. Il primo incontro tra i due avviene fuori da una locanda, dopo che Himura uccide un sicario bagnando di sangue la ragazza, la quale sviene ed è soccorsa dallo spadaccino. Per sdebitarsi con Kenshin si mette a lavorare nella locanda che ospita gli uomini di Chōshū. Kogoro Katsura, leader di Kenshin, chiede a Tomoe di prendersi cura del ragazzo e di essere "il fodero della sua spada sguainata" e invia i due a Ōtsu, un villaggio a due giorni di cammino da Kyoto, per vivere come marito e moglie e tenersi lontano dai disordini della città.
Per non destare sospetti i due coltivano un orticello e visitano i villaggi limitrofi per vendere erbe medicinali.
Durante la permanenza ad Otsu si risveglia il lato gentile e dolce di Kenshin, causando a Tomoe non pochi conflitti interiori circa i propri sentimenti nei suoi confronti. Dopo essersi aperta con Himura, parlandogli del proprio passato, Tomoe si rende conto che ormai non nutre più alcun sentimento di odio verso l'assassino e spera addirittura di poter continuare a vivere felice al suo fianco.

### La svolta
Con l'arrivo di Enishi ad Otsu, Tomoe viene a sapere che il piano per uccidere Battosai è pronto, ma la ragazza dice di aver cambiato idea e ordina al fratello di tornare a Edo dal padre. La sera stessa Tomoe rivela a Kenshin la storia del suo imminente matrimonio stroncato per mano di un assassino, e si getta così in lacrime tra le sue braccia. I due travolti da un vortice di passione si amano e Kenshin le promette di proteggerla per sempre.
Il mattino seguente Tomoe si reca dal capo delle spie dello Shogunato per tentare di fermarlo, cercando addirittura di ucciderlo col suo spadino. La ragazza ha la peggio e viene picchiata; nel frattempo Iizuka fa visita a Kenshin e gli ordina di uccidere Tomoe in quanto lei è una spia.
Nell'ultimo scontro Kenshin è ormai sopraffatto dal dolore sia fisico che mentale e sembra quasi che stia per soccombere sotto i colpi del potente capo dell'organizzazione dello Shogunato. Tomoe allora interviene nel duello e si frappone tra i due bloccando i movimenti del nemico; tuttavia in quel preciso momento anche Kenshin aveva sferrato il suo attacco ferendo a morte sia il suo nemico che la sua amata. Cadendo, Tomoe infligge un taglio sulla guancia sinistra di Kenshin provocandogli il taglio a forma di croce. Sul volto di Kenshin si vengono così a "incontrare" i due promessi sposi sotto forma di cicatrici.
Dopo la morte di Tomoe, Kenshin promette di non uccidere più e di aiutare il più possibile le persone in difficoltà per espiare le proprie colpe.

## Retroscena
Nobuhiro Watsuki racconta che all'inizio non aveva un modello per Tomoe, ma quando l'ha disegnata ne è uscita fuori una sorta di Rei Ayanami, personaggio di Neon Genesis Evangelion. L'autore l'ha definita "cool beauty", e ha affermato di essersi divertito molto a disegnarla, ma alla fine ha assunto un po' il ruolo di Yumi Komagata. Per questo si è ripromesso di farla rivivere in un'opera nuova con le sue caratteristiche originali. Il personaggio è il riflesso della situazione disastrosa e stressante che stava vivendo il mangaka.